# Stanford on Soar
Stanford on Soar est une paroisse civile et un village du Nottinghamshire, en Angleterre.